# Музей-квартира И. И. Бродского
Музе́й-кварти́ра И. И. Бро́дского — один из петербургских филиалов Научно-исследовательского музея Российской академии художеств. Музей открыт в 1949 году в доме Голенищева-Кутузова на площади Искусств, где последние 15 лет жил художник Исаак Бродский.
Здание построено по проекту Карла Ивановича Росси и Леонтия Николаевича Бенуа, соседствует с Михайловским театром и домом Жако. При входе в музей установлена мемориальная табличка с надписью: «В этом доме с 1924 по 1939 год жил и умер известный советский художник Исаак Израилевич Бродский».
В пушкинские времена в этой квартире находился литературно-музыкальный салон братьев Матвея и Михаила Вильегорских, который продолжил своё существование и при художнике благодаря его стараниям. Помимо Исаака Бродского, в квартире проживали ещё восемь человек: сын художника от первого брака, две сестры его жены — одна из них с сыном, домработница и молодой талантливый художник, земляк Исаака Бродского Пётр Белоусов, которому Бродский предложил переехать в Ленинград из Бердянска.
Ещё при жизни Бродский начал собирать коллекцию живописи знаменитых художников. В экспозицию музея вошли 50 работ учителя Бродского Ильи Репина, 59 произведений Бориса Кустодиева, 24 работы Владимира Серова и 50 — Филиппа Малявина, а также картины других живописцев. Изначально Бродский хотел передать своё собрание живописи Киеву для создания музея. Коллекцией художника интересовался также директор Третьяковской галереи, предлагая за неё 2 млн руб., но Бродский отказался, понимая, что его коллекция перестанет существовать как единое целое. Художник не оставил завещания, однако родственники предоставили все его собрание Всероссийской Академии художеств в Ленинграде для мемориального музея.
На сегодняшний день в фонде музея числится 2299 единиц хранения. В коллекцию входят свыше 200 картин самого Бродского, а также приблизительно 600 произведений других художников. Всего насчитывается 243 живописных и 538 графических работ. В музее представлены личные предметы Исаака Бродского: книги, мебель и фотографии с автографами знаменитых современников. Экспонаты из собрания музея участвовали примерно в 20 выставках, проходивших за рубежом. Помещения музея нередко предоставляются для выставок современных художников, а в мастерской проводятся вечера классической музыки. Музей-квартира И. И. Бродского расположен в центре Санкт-Петербурга по адресу: площадь Искусств, дом 3, недалеко от станции метро «Невский проспект». Музей открыт для посетителей со среды по воскресенье, с 12:00 до 19:00.

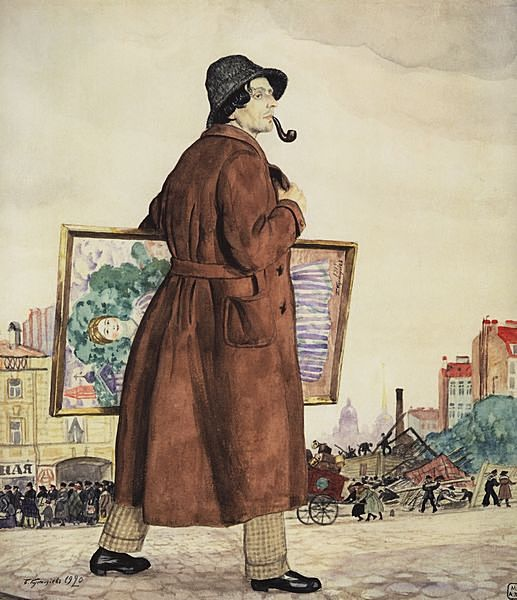
И. Бродский. Портрет работы Б. М. Кустодиева